# Belper
Belper è una cittadina di 20 548 abitanti della contea del Derbyshire, in Inghilterra.

## Storia
Nei primi anni del XX secolo lo sviluppo e la crescita di Belper furono legati alla volontà e generosità dell'imprenditore e filantropo George Herbert Strutt, nativo proprio della cittadina.
Nel 1907 dopo aver portato avanti un lungo dibattito con le autorità scolastiche fu in grado di finanziare una scuola elementare per i bambini di Belper e per le sue frazioni circostanti. La scuola venne aperta il 7 maggio 1909 dal duca di Devonshire. La Herbert Strutt School costò ventimila sterline e comprendeva grandi campi da gioco e una biblioteca le cui vetrate riportavano lo stemma del mecenate. Nel 1910 finanziò una piscina pubblica a Belper e dopo quattro anni donò altre cinquemila sterline per aumentare le attrezzature della scuola. La scuola continuò a fungere da grammar school fino a quando non venne accorpata con due moderne scuole secondarie per dare origine all'attuale Belper School. Il nome della scuola ed il dono di Strutt sono ricordate dal nome di una scuola materna a Belper. L'edificio scolastico viene ora utilizzato dalla comunità .
Nel 1921 ancora una volta Strutt si mostrò generoso con la comunità di Belper: questa volta donò il terreno che venne utilizzato per creare i Memorial Gardens in ricordo di coloro che erano morti nella prima guerra mondiale..

## Amministrazione

### Gemellaggi
- Pawtucket, Stati Uniti